# Bầu cử giữa nhiệm kỳ Hoa Kỳ
Bầu cử giữa nhiệm kỳ Hoa Kỳ, tên gọi đầy đủ Bầu cử giữa nhiệm kỳ tổng thống Hoa Kỳ, chỉ cuộc bầu cử định kì được tiến hành vào khoảng thời gian giữa nhiệm kì mỗi bốn năm của tổng thống Hoa Kỳ (tháng 11 của năm thứ hai), trong tình hình không có bầu cử tổng thống. Căn cứ vào hiến pháp Hoa Kỳ, bầu cử tổng thống Hoa Kỳ mỗi bốn năm tiến hành một lần, bầu cử quốc hội mỗi hai năm tiến hành một lần. Hiến pháp Hoa Kỳ quy định, nhiệm kỳ của hạ nghị sĩ là 2 năm, bầu lại toàn bộ hạ nghị sĩ mỗi hai năm một lần, và nhiệm kì của thượng nghị sĩ là 6 năm, bầu lại 1/3 thượng nghị sĩ mỗi 2 năm. Trong đó cuộc bầu cử hạ viện hai năm một lần tiến hành đồng thời với cuộc bầu cử tổng thống Hoa Kỳ cứ bốn năm một lần, nhưng mà cuộc bầu cử hạ viện một lần khác được tiến hành vào giữa nhiệm kỳ tổng thống, chính là "cuộc bầu cử giữa nhiệm kỳ tổng thống Hoa Kỳ". Phần lớn thành viên của quốc hội Hoa Kỳ đều được bầu lại trong bầu cử giữa nhiệm kỳ, bao gồm toàn bộ 435 ghế của hạ viện nhiệm kỳ hai năm, cùng với 33 hoặc 34 ghế trong 100 ghế của thượng viện nhiệm kỳ 6 năm, cùng với bầu bổ khuyết thượng nghị sĩ để hoàn thành nhiệm kỳ còn lại (2 năm hoặc 4 năm). Bầu cử giữa nhiệm kỳ thông thường cử hành vào thứ ba đầu tiên của tháng 11 năm bầu cử.
Ngoài ra, 34 bang trong 50 bang sẽ bầu ra thống đốc nhiệm kỳ 4 năm ở trong bầu cử giữa nhiệm kỳ. Bang Vermont và bang New Hampshire thì bầu ra thống đốc nhiệm kỳ 2 năm ở trong bầu cử giữa nhiệm kỳ và bầu cử tổng thống Hoa Kỳ. Vì thế, trong bầu cử giữa nhiệm kỳ sẽ bầu ra 36 vị thống đốc. Rất nhiều bang cũng cứ mỗi 2 năm, tức năm bầu cử giữa nhiệm kỳ và năm đại tuyển cử tổng thống bầu ra quan chức nghị viện cấp bang và quan chức cấp hạt.
Bầu cử đặc biệt (bầu bổ khuyết) thông thường cử hành cùng với bầu cử thường quy, sẽ bầu ra thượng nghị sĩ và thống đốc mới, nhưng mà chỉ có nhiệm kỳ không hoàn toàn, thông thường sẽ chỉ hoàn thành nhiệm kỳ của nguyên thượng nghị sĩ và nguyên thống đốc.

## Bối cảnh sản sinh
Ngày bầu cử giữa nhiệm kì phần lớn cử hành vào thứ ba đầu tiên của tháng 11 năm đó. Thực chất của bầu cử giữa nhiệm kì là đảng Dân chủ và đảng Cộng hoà tranh đoạt quyền kiểm soát đối với quốc hội.
Căn cứ Hiến pháp năm 1787 của Hoa Kỳ, quốc hội là cơ quan lập pháp tối cao của nhà nước, do thượng viện và hạ viện hợp thành. Nghị sĩ hai viện đều do cử tri mỗi bang trực tiếp bầu cử sản sinh. Thượng nghị sĩ mỗi bang bầu ra 2 vị, 50 bang tổng cộng 100 vị, nhiệm kì 6 năm, mỗi hai năm bầu lại 1/3. Hạ nghị sĩ chiếu theo tỉ lệ dân số mỗi bang mà bầu ra, ước chừng 500.000 người bầu 1 vị, tổng cộng 435 vị, nhiệm kì 2 năm, sau khi mãn khoá bầu lại toàn bộ. Một khoá quốc hội Hoa Kỳ là mỗi hai năm. Hiến pháp Hoa Kỳ quy định, ứng viên thượng nghị sĩ cần phải tròn 30 tuổi, tới đúng ngày sinh, là công dân Hoa Kỳ đã đủ 9 năm, hơn nữa cần thiết là cư dân của bang bầu ra; ứng viện hạ nghị sĩ cần phải tròn 25 tuổi, tới đúng ngày sinh, là công dân Hoa Kỳ đã đủ 7 năm, hơn nữa cần thiết là cư dân của bang bầu ra. Bất luận quan chức do nhà nước uỷ nhiệm không được phép đảm nhiệm nghị sĩ quốc hội Hoa Kỳ.
Hoa Kỳ là một nước thể chế liên bang, do 50 bang và Washington, D.C. hợp thành. Thống đốc mỗi bang do cử tri trực tiếp bầu ra, nhiệm kì 4 năm, số ít bang là 2 năm, 1/2 số bang quy định nhiệm kì thống đốc là một khoá hoặc hai khoá. Chiếu theo pháp quy Hoa Kỳ, bầu cử giữa nhiệm kì cũng sẽ bầu lại nhiều vị thống đốc.

## Mục đích bầu cử
Bầu cử giữa nhiệm kì sẽ tiến hành bỏ phiếu 5 đề mục thảo luận bên dưới:
1. Bỏ phiếu bầu ra 435 ghế ở hạ viện. Hạ viện Hoa Kỳ mỗi hai năm bầu lại một lần, mỗi bang căn cứ vào tỉ lệ nhân khẩu để phân phối ngạch số hạ nghị sĩ;
2. Bầu lại 1/3 ghế ở thượng viện, tức bầu lại 33 hoặc 34 vị trong 100 vị thượng nghị sĩ. Ngạch số thượng nghị sĩ mỗi bang là 2, được phép bầu để liên tục đảm nhiệm chức vụ thượng nghị sĩ, nhưng mà họ cần phải là nghị sĩ chuyên chức, không được phép kiêm nhiệm chức vụ chính phủ;
3. Thông qua bầu cử đặc biệt (bầu bổ khuyết) bầu ra 3 ghế của thượng nghị sĩ khác, họ trước đây để trống ghế thượng nghị sĩ bởi vì nguyên nhân khác;
4. 37 bang cần bầu cử thống đốc mới;
5. Bầu cử nghị viện địa phương do mỗi bang, hạt, thành phố cử hành, bầu ra cơ quan lập pháp gồm nghị viện cấp bang (thượng viện cấp bang và hạ viện cấp bang), nghị viện cấp hạt, nghị viện cấp thành phố và cơ quan hành chính gồm thống đốc, hạt trưởng và thị trưởng.

## Hai viện Hoa Kỳ
Quốc hội là cơ quan lập pháp của Hoa Kỳ. Pháp quy pháp luật do Hai viện Thượng - Hạ khởi thảo hoặc biện luận, cần phải lấy được sự phê chuẩn của cơ quan hành chính - tức tổng thống Hoa Kỳ và nội các tổng thống rồi mới có hiệu lực. Thượng viện, chủ yếu phụ trách  giám sát đôn đốc và phê chuẩn các điều ước mà tổng thống kí kết, cùng với phê chuẩn các hạng mục bổ nhiệm và miễn nhiệm nhân sự mà tổng thống - chính phủ liên bang, làm ra quyết định. Ở trong quốc hội, chỉ có hạ viện có quyền phê chuẩn các dự luật tài chính công tương quan như thu nhập bị nhà nước đánh thuế, nhưng mà thu nhập được đánh thuế chính là nguồn tài chính công của chính phủ liên bang. Hạ viện vẫn có quyền luận tội quan chức chính phủ, bao gồm tổng thống. Lúc cử tri đoàn rơi vào cục diện bế tắc, hạ viện vẫn có quyền quyết định chọn ra người làm tổng thống.

## Ý nghĩa bầu cử
Nói từ cấp độ nhà nước, quốc hội Hoa Kỳ chủ yếu phụ trách chế định luật pháp và giám sát đôn đốc tổng thống sử dụng và thực thi quyền lực. Nếu chính đảng của tổng thống đủ khả năng chiếm lấy đa số ghế ở quốc hội, như vậy sẽ khiến cho Nhà Trắng càng thêm đủ khả năng thực thi các chính sách một cách thuận lợi; song, nếu một chính đảng khác chiếm lấy đa số ghế ở quốc hội, như vậy tổng thống sẽ đối diện sự ràng buộc rất lớn lúc sử dụng và thực thi quyền lực; nói từ cấp độ địa phương, bầu cử giữa nhiệm kì vẫn sẽ bầu ra thống đốc của mỗi bang, nhưng mà họ sẽ quyết định các bang vận hành tuần hoàn như thế nào. Trong tình hình nhiều bang ở Hoa Kỳ trước mắt đối diện khủng hoảng kinh tế và tình hình dịch bệnh, thống đốc chọn lấy loại chính sách nào là vô cùng trọng yếu.

## Bầu cử qua nhiều năm
Ngày 2 tháng 11 năm 2010, bầu cử giữa nhiệm kì tổng thống bắt đầu mở màn, hai đảng Dân chủ và Cộng hoà triển khai tranh giành vây quanh quyền kiểm soát của hai viện liên bang và 38 chức vị thống đốc. Tình hình bầu cử mới nhất cho thấy, tỉ lệ ủng hộ đảng Cộng hoà chiếm ưu thế rõ ràng, dự tính sẽ lấy được địa vị đảng đa số ở hạ viện một cách nhẹ nhõm, và tới gần nửa số ở bên trong thượng viện. Mặc dù đảng Dân chủ sẽ tiếp tục nắm giữ thượng viện một cách gian nan, nhưng mà số ghế của họ nhất định bị rút bớt nghiêm trọng, lãnh tụ đảng đa số ở thượng viện liên nhiệm 6 khoá Harry Reid thậm chí không còn khả năng tranh đoạt tư cách vào vòng sau.
Ngày 4 tháng 11 năm 2014, trong bầu cử giữa nhiệm kì hai năm một lần, đảng Cộng hoà dẫn đầu giành được vượt quá nửa số ghế ở thượng viện quốc hội, sau khi cách nhiều năm lại lần nữa trở thành đảng đa số thượng viện.
Ngày 6 tháng 11 năm 2018, trong bầu cử giữa nhiệm kì ở Hoa Kỳ đảng Dân chủ thành công đoạt lại hạ viện quốc hội, trở thành đảng đa số ở hạ viện. Đảng viên Dân chủ Sharice Davids và Deb Haaland lần lượt trở thành nghị sĩ thổ dân đầu tiên và thứ hai của quốc hội. Rashida Tlaib và Ilhan Omar - người thuộc đảng Dân chủ, lần lượt trở thành nghị sĩ Hồi giáo đầu tiên và thứ hai của quốc hội Hoa Kỳ. Hai người giành chiến thắng thuộc đảng Dân chủ của bang Texas - Sylvia Garcia và Veronica Escobar, lần lượt trở thành nghị sĩ gốc Tây Ban Nha đầu tiên và thứ hai của bang Texas. Đảng viên Dân chủ đã nắm giữ ghế thống đốc của bang Pennsylvania, bang Wisconsin và bang Michigan. Điều đáng nêu ra chính là, thống đốc mới được bầu thuộc đảng Dân chủ giành chiến thắng ở bang Michigan là một người nữ. Nhìn tổng thể, ở cấp độ thống đốc, đảng dân chủ giành được tổng cộng 7 ghế từ tay đảng Cộng hoà, trong đó thậm chí bao gồm kho phiếu ổn định trường kì của đảng Cộng hoà, bang Kansas, và cũng là một ứng viên nữ giúp đỡ đảng Dân chủ giành thắng lợi lần này. Được coi là đại bản doanh cảu đảng Cộng hoà, đảng viên Cộng hoà Ted Cruz đã cố gắng bảo vệ thành công ghế thượng nghị sĩ của mình. Tuy nhiên trong quá trình tranh cử khiến nhiều người không ngờ, Ted Cruz chỉ thắng ứng viên đảng Dân chủ Beto O’Rourke không đến 3 điểm phần trăm.